# زمین‌لرزه ۲۰۰۹ کرت
زمین‌لرزه کرت  در تاریخ ۱ ژوئیه ۲۰۰۹ میلادی، برابر با ‎۱۰ تیر ۱۳۸۸، ساعت ۰۹:۳۰:۱۰٫۴ به زمان یوتی‌سی در یونان ، منطقه کرت رخ داد.ژرفای این زلزله ۱۹٫۰ کیلومتر بود. بزرگی آن ۶٫۴ در مقیاس Mw بدست آمده‌است.
زمین‌لرزه هیچ کشته‌ای نداشته است.
پروژهٔ جهانی تنسور گشتاور مرکزوار پارامتر زمان مرکزوار زمین‌لرزه را با اختلاف ۹٫۷ ثانیه نسبت به زمان رخداد اشاره شده در بالا و مختصات مرکزوار را در ۳۴°۰۰′شمالی ۲۵°۳۰′شرقی / ۳۴٫۰۰°شمالی ۲۵٫۵۰°شرقی محاسبه کرد و همچنین، ژرفا در ۱۲٫۰ کیلومتر ثابت شده‌است. در این محاسبات زاویه‌های (راستا، شیب، ریک) گسل سازندهٔ زمین‌لرزه و صفحه عمود بر آن برابر با (°۲۹۵، °۳۲، ° ۱۰۸) یا (° ۹۴، °۶۰، ° ۷۹) حاصل شده‌است.